# Z83/84次列车
Z83/84次列车是中国铁路运行于首都北京和黑龙江齐齐哈尔间的直达特快列车，自2018年7月1日起开行，现由哈尔滨铁路局齐齐哈尔客运段负责客运任务，列车使用全列软卧编组的BSP制造的中国铁路25T型客车，沿京哈铁路、滨洲铁路及平齐铁路运行，全程1537公里，途经北京、河北、辽宁、吉林、黑龙江四省一市。其中北京站至齐齐哈尔站运行13小时16分，使用车次为Z83次；齐齐哈尔站至北京站运行13小时47分，使用车次为Z84次。该列车目前是往返于北京至齐齐哈尔间除高速动车组列车外最快的普速列车，由于全列软卧编组的特殊性，该列车被众多旅客冠以“流动之家”的称号。

## 历史

### 沪广直达时期
2009年4月1日，上海南站至广州东站的Z81/84、Z83/82次列车开行，沿滬昆、京九、广深線运行，由上海铁路局上海客运段担当，列车使用BSP生产的25T型客车，采取18节编组（18辆软卧车），途经上海、浙江、江西、广东四省市，全程1709公里，并停靠杭州东、义乌、鹰潭（技术停车，不办理客运）及东莞等车站。其中Z81/84次运行19小时9分；Z83/82次列车运行15小时53分。
2009年5月3日，在列车开行仅一个月后，这趟全软卧列车便因票价過於昂貴导致上座率低迷而被迫停运。

### 京齐直达时期
2018年7月1日全国铁路调整运行图，北京铁路局开行了北京至齐齐哈尔的Z83/84次列车，经京哈、滨洲、平齐线运行，使用原北京—南通Z139/140次列车的国产化DC600V直供电25T型车底担当。
2020年10月10日，Z83/84次列车整体移交给哈尔滨铁路局担当运行，并改用原Z206/207、Z208/205次列车的BSP车底。

## 列车编组

### 现任编组

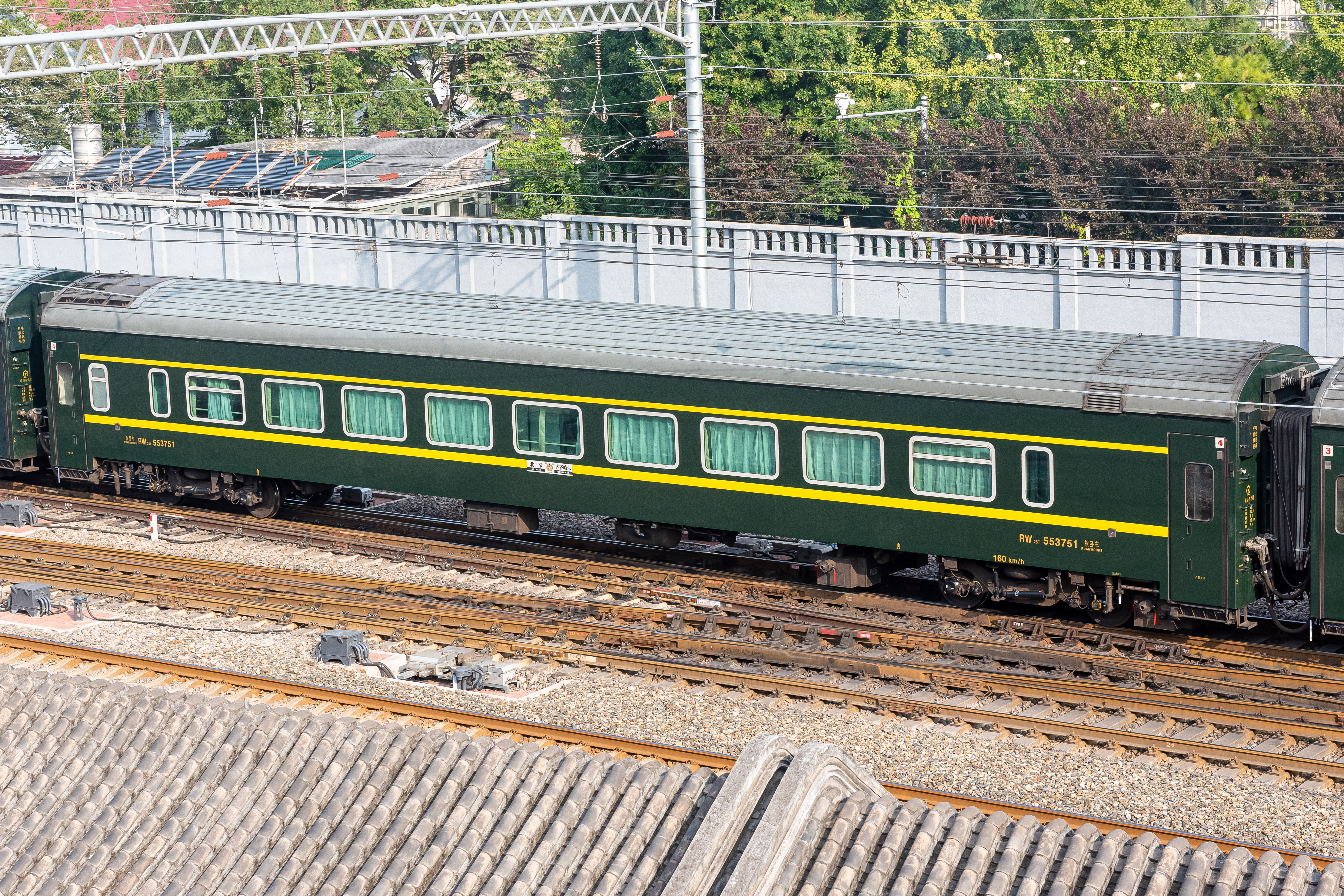
Z83/84次列车多数车厢为最初用于Z13/14次京沪直特的BSP制25T型客车

Z83/84次列车使用配属哈尔滨局集团齐齐哈尔北车辆段的BSP25T型客车（最初用于Z13/14次京沪直特），也混有部分国产25T型客车，列车满编采取18节车厢编组，其中软卧车17辆，餐车1辆。
| 车厢编号 | 1-8          | 9          | 10-18        |
| 车型     | RW25T 软卧车 | CA25T 餐车 | RW25T 软卧车 |

### 过往编组
Z83/84次列车在开行之初使用配属北京局集团的国产化25T型客车，编组18辆，其中硬座4辆、硬卧11辆、软卧2辆、餐车4辆。
| 车厢编号 | 1-4          | 5          | 6-7          | 8-18         |
| 车型     | YZ25T 硬座车 | CA25T 餐车 | RW25T 软卧车 | YW25T 硬卧车 |

## 机车交路

### 现任交路

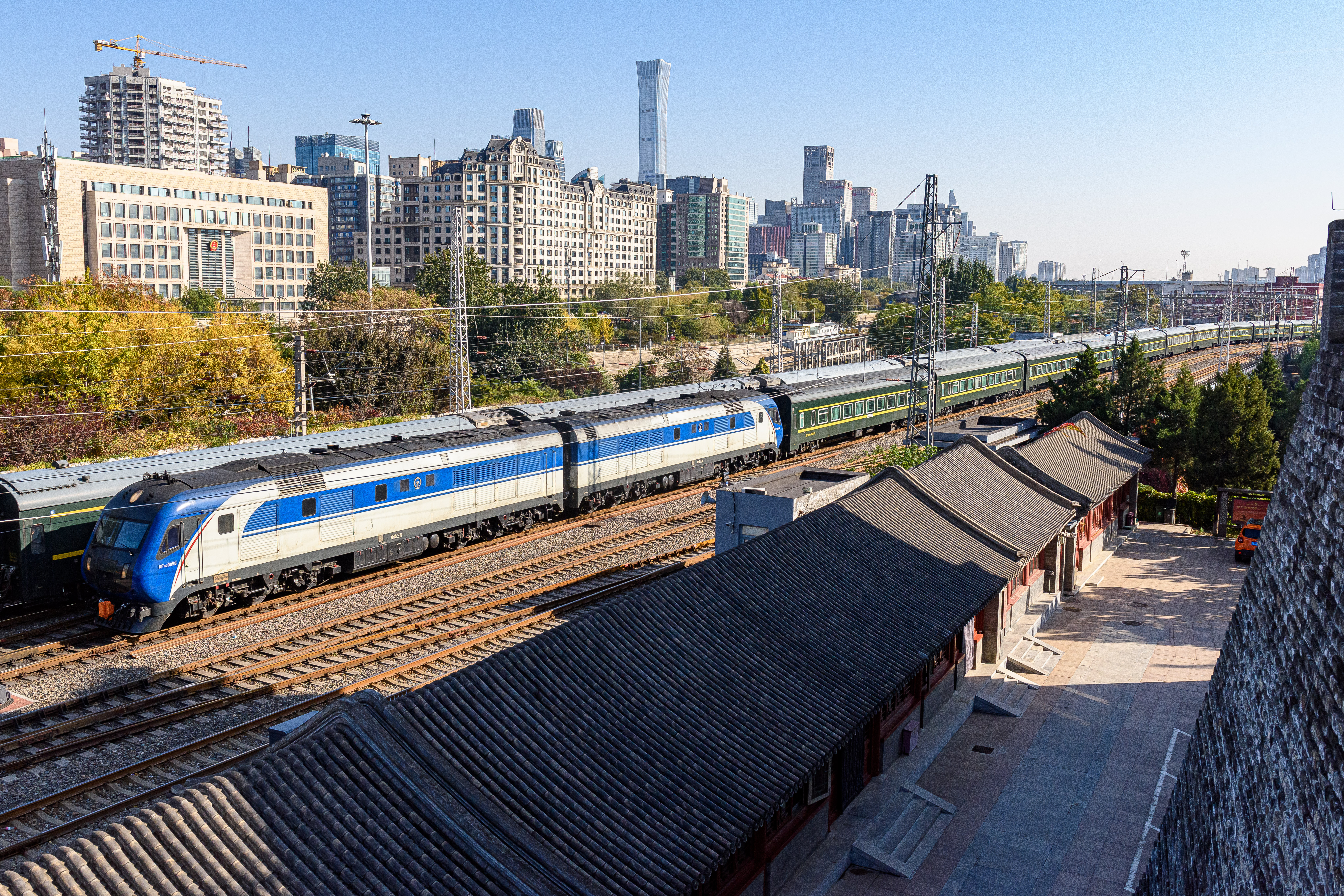
配属三棵树机务段的东风11G型内燃机车第0055/0056号牵引因黑龙江暴雪晚点的Z84次列车驶入北京站（2023年11月7日）

| 车站区段               | 北京 ↔ 齐齐哈尔                                                    |
| 本务机车 配属 司机更替 | 东风11G型内燃机车 哈局三段 北京/沈阳/哈尔滨司机在沈阳北/哈尔滨轮乘 |

### 过往交路
| 车站区段               | 北京 ↔ 哈尔滨                      | 哈尔滨 ↔ 齐齐哈尔                    |
| 本务机车 配属 司机更替 | 和谐3D型电力机车 沈局沈段 沈阳司机 | 和谐3D型电力机车 哈局三段 哈尔滨司机 |

## 时刻表
- 数据截至2024年1月10日。

| Z83次 | Z83次 | Z83次 | Z83次 | 停靠站   | Z84次 | Z84次 | Z84次 | Z84次 |
| 里程  | 天数  | 到点  | 开点  | 停靠站   | 到点  | 开点  | 天数  | 里程  |
| ----- | ----- | ----- | ----- | -------- | ----- | ----- | ----- | ----- |
| 0     | 当日  | —     | 18:16 | 北京     | —     | 08:13 | 次日  | 1537  |
| —     | —     | ↓     | ↓     | 唐山北   | 06:48 | 06:51 | 次日  | 1386  |
| 299   | 当日  | 20:47 | 20:52 | 秦皇岛   | 05:30 | 05:34 | 当日  | 1238  |
| 1249  | 次日  | 05:34 | 05:43 | 哈尔滨   | 21:28 | 21:37 | 当日  | 288   |
| 1397  | 次日  | 07:01 | 07:07 | 大庆东   | 19:55 | 20:01 | 当日  | 140   |
| —     | —     | ↓     | ↓     | 杜尔伯特 | 19:11 | 19:16 | 当日  | 76    |
| 1537  | 次日  | 08:26 | —     | 齐齐哈尔 | —     | 18:30 | 当日  | 0     |